# Wexalia
Wexalia, ook Wuxalia of Wecsile, is de naam van een middeleeuws waddeneiland dat samenvalt met het oostelijke deel van het huidige waddeneiland Terschelling. De naam komt voor in oude geschriften uit de achtste tot de vijftiende eeuw. Nadat in de tiende eeuw een zandplaat, de Schelling, met Wexalia verheelde, raakte de naam Wexalia in onbruik, en kwam geleidelijk de naam Terschelling in zwang.
Het oude Wexalia was aan de westzijde door een zeegat gescheiden van het kustgebied met de naam Texalia. Oostelijk van Wexalia lag het eiland Ambulon, het tegenwoordige Ameland.